# Kisharsány
Kisharsány es un pueblo ubicado en el distrito de Siklós, en el condado de Baranya, Hungría.

## Superficie
Posee una superficie de 12,93 kilómetros cuadrados.

## Demografía
Hasta 2019 la población era de 456 habitantes, con una densidad de población de 35,27 habitantes por kilómetro cuadrado.